# テントポール
テレビ番組や映画では、映画スタジオやテレビネットワークの業績を支える番組や映画のことをテントポール（tent-pole、tentpole）と呼んでいる。これは、テントを安定した構造にするための強力な心棒に例えられている。テントポール映画は、タイアップ商品の販売をサポートすることも期待できる。

## 種類
映画業界では、テントポールとは、時に広く公開される一連のリリースの中の最初の作品であり、スタジオが短期間で利益を上げることを期待するものである。このような番組は、より大きな予算と大規模なプロモーションを伴うことが多い。例えば、テントポール映画は、玩具やゲームなどの幅広いタイアップ商品のサポートが期待される映画である。

## 例
テレビ番組におけるこの戦略の例としては、人気のあるテレビ番組を新しい番組や未知の番組と一緒にスケジュールすることで、主要な番組が終わった後も視聴者を引き留めようとするもので、代表的な例としては、長期にわたって放送されている「スター・トレック」シリーズが挙げられる。これに関連する概念としてハンモックがある。放送番組において、ネットワークが2つのテントポール・シリーズを持っている場合、2つのテントポールの間に番組を挿入することで、弱い番組や新しい番組のパフォーマンスを高めることができるのである。